# 美代姫 (徳川宗堯正室)
美代姫（みよひめ、宝永5年2月1日（1708年3月22日） - 延享3年5月20日（1746年7月8日））は、水戸藩第4代藩主徳川宗堯の御簾中。第3代藩主徳川綱條の世嗣徳川吉孚の長女。水戸藩5代藩主徳川宗翰の生母。院号は初め長松院、のち泰受院。諡号は純懿夫人。

## 経歴
宝永5年（1708年）、徳川吉孚の一人娘として生まれる。母は将軍徳川綱吉の養女八重姫。八重姫は将軍綱吉の養女であるため、幕府からも賀使が遣わされた。翌宝永6年（1709年）10月、父・吉孚が早世し、美代姫は吉孚の唯一の遺児となった。吉孚の兄弟は全員が成人前に早世しており、藩主綱條のただ一人の直系である美代姫が次代藩主の御簾中となることが決められた。2年後、正徳元年（1711年）11月、支藩高松藩より軽麻呂改め鶴千代（後の宗堯、7歳）が綱條の養嗣子として迎えられ、享保3年（1718年）の綱條の死去により、宗堯が4代藩主となった。
享保8年（1723年）11月21日、16歳となった美代姫は、駒込邸（中屋敷）から小石川邸（上屋敷）に入輿、宗堯の御簾中となった。なお、宗堯と美代姫は、系図上は叔父と姪、血縁上はまたいとこにあたる。
享保13年（1728年）美代姫は、宗堯の次男・鶴千代（後の宗翰）を産む。御簾中の所生であることから、次男ながら鶴千代が嫡子となった。しかし、2年後の享保15年（1730年）4月に宗堯が26歳で死去し、わずか3歳の鶴千代が5代藩主となった。美代姫は落飾し、長松院（のち泰受院）と号した。
綱條の子が全て早世し、宗堯が養子であったため、この時の水戸家では、3歳の鶴千代と4歳の庶兄軽麻呂（松平頼順）の2人の男児しかいない状態となった。5月24日、美代姫と本清院（3代藩主綱條の御簾中）は、諸臣に対し幼い藩主を補佐するよう訓命を下した。江戸時代の大名正室が公的に家臣に命を下すのは、異例のことである。享保19年（1734年）1月23日、母・養仙院とともに7歳の鶴千代を連れて江戸城に登り、大奥にて将軍吉宗と鶴千代を初めて対面させ、玩具等を賜った。
享保21年（1736年）鶴千代は元服して宗翰となり、寛保3年（1743年）には一条兼香の娘・郁子（千代姫・絢君）と婚礼した。
延享3年（1746年）5月20日死去。享年39。墓所は瑞龍山。

## 逸話
「水戸紀年」には、宗堯が死去する際、附家老の中山信昌が来て、鶴千代を美代姫に抱き取らせ、「自分が再び来るまでは、何も食べさせてはならず、誰の手にも渡してはならない」と話したという逸話が載っている。
風聞によれば、高松藩より養子入りした宗堯は、生母覚了院（喜智）を讃岐から呼び寄せ、小石川邸内に新御殿を建てて住まわせた。この新御殿に仕える元・高松藩士岡島弥兵衛の娘礼武が宗堯の目に留まり、側室となって長男・軽麻呂（頼順）を産んだ。嫡子かと浮き立っていたところ、翌年に御簾中美代姫が男子・鶴千代（宗翰）を産んだので、こちらが嫡子となった。新御殿から鶴千代宛てに饅頭が贈られ、それを美代姫の部屋に来ていた宗堯が口に入れたところ、宗堯は腹痛を訴えて程なく急死したという。